# Martinsyde S.1
Die Martinsyde S.1 war ein Doppeldecker, der von Martin & Handasyde (ab 1915 Martinesyde Ltd.) gebaut wurde.

## Entwicklung
Die Martinsyde S.1 wurde im Spätsommer 1914 entwickelt und ähnelte stark der Sopwith Tabloid, welche 1914 als Sportflugzeug einige Rekorde aufgestellt hatte. Wie ihre Konkurrenten – die Tabloid, die S.E.2 oder die Bristol Scout – wurde sie von einem 80 PS (60 kW) starken Umlaufmotor Gnôme Monosoupape angetrieben. Die ersten Flugzeuge waren noch mit einem vierrädrigen Fahrwerk mit zwei Haupträdern hinten und zwei kleinen Stützräder vorn, ausgerüstet, auf letztere wurden bei der späteren Version verzichtet.

## Einsatz
61 Flugzeuge wurden vom Dezember 1914 bis zum Oktober 1915 an das Royal Flying Corps geliefert und kamen ab Anfang 1915 in den Einsatz. Die Squadrons 1, 4, 5 und 6 verwendeten sie an der Westfront als Aufklärer und Jagdflugzeug, wobei man sie mit einem auf der oberen Tragfläche angebrachten über den Propeller hinwegfeuerndem Lewis-MG ausrüstete.
Besonders bekannt wurde die S.1 durch das Luftkampfabenteuer des britischen Kampffliegers Louis A. Strange von der Squadron 6 am 10. Mai 1915 über Flandern: Strange verlor im Gefecht mit einer deutschen Aviatik beim Nachladen seines MGs die Kontrolle über sein Flugzeug, fiel aus dem Cockpit und hielt sich mit aller Kraft an der Munitionstrommel fest. Während sein Flugzeug in den Rückenflug überging und dann steuerlos abstürzte, gelang es Strange jedoch, im letzten Moment mit den Füßen das Cockpit und den Steuerknüppel zu erreichen, so dass er die Maschine wieder in Fluglage bringen, auf den Pilotensitz gleiten und das Flugzeug zur Landung bringen konnte.
Nach ihrer Ausmusterung an der Westfront ab Mitte 1915 wurden verbliebene S.1 weiterhin noch zur Heimatverteidigung und als Schulflugzeuge verwendet. Zwei bis vier S.1 wurden in Basra stationiert und von der australischen Halb-Squadron 30 unter Captain Henry Petre ab Ende August 1915 zur Versorgung des britisch-indischen Expeditionskorps in Mesopotamien bei ihrem Vormarsch auf Bagdad eingesetzt. Nach dessen Niederlage gegen die türkisch-arabischen Truppen gelangte zumindest ein Flugzeug in türkische Hände und wurde von der osmanischen Fliegertruppe verwendet.

## Technische Daten
| Kenngröße             | Daten                                                   |
| --------------------- | ------------------------------------------------------- |
| Länge                 | 6,40 m                                                  |
| Höhe                  | 2,49 m                                                  |
| Spannweite            | 8,43 m                                                  |
| Tragflügelfläche      | 26,01 m²                                                |
| Antrieb               | 9-Zylinder-Umlaufmotor Gnôme Monosoupape, 80 PS (59 kW) |
| Höchstgeschwindigkeit | 140 km/h                                                |
| Bewaffnung            | 1 × .303-in-(7,7-mm-)Lewis-MG                           |
| Besatzung             | 1                                                       |